# Talcott Parsons
Talcott Parsons (Colorado Springs, Massachusetts, SAD, 13. prosinca 1902. – 8. svibnja 1979.), američki sociolog.
Studirao je u Massachusettsu, a magistrirao (sociologiju i ekonomiju) u Heidelbergu,  Njemačka. Oko 1950. i 1960. je bio jedan od najvažnijih sociologa u SAD; imao je veliki utjecaj u svojoj struci.